# Drăgești (Dămienești), Bacău
Drăgești este un sat în comuna Dămienești din județul Bacău, Moldova, România.